# Kouya Sidia
Kouya Sidia est un village de la région de Faranah en Guinée. Il a une population de 1200 habitants. Le village est dirigé par Mamady Conde qui a remplacé son frère aîné Yonay en 2014 en tant que Sotikemo (chef). La commune dispose d'une école de trois classes qui dessert ce village ainsi que Simbun et Duoko. La population est d'environ 1 200 personnes, qui vivent dans des bâtiments en briques séchées à l'air. L'hôpital est construit en béton,,.

## Histoire

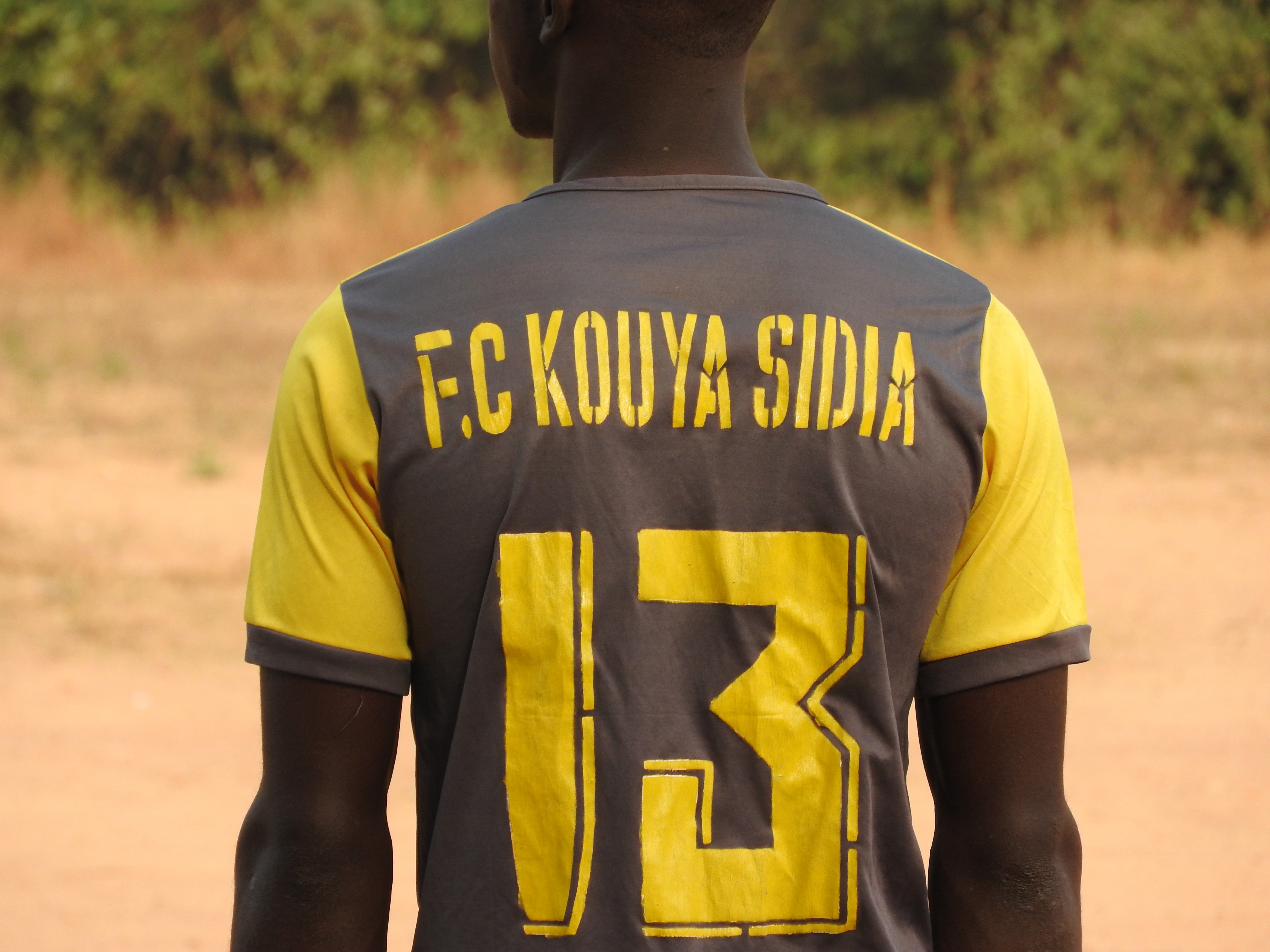

De 2014 à 2018, le village a bénéficié de l'installation de trois nouveaux puits et d'une nouvelle école. En 2019, un concert de bienfaisance a été organisé dans un centre artistique de Cumberland, dans le Maine, pour aider à financer l'ajout d'une bibliothèque dans son village natal.